# Christian Lohbauer
Christian Lohbauer (São Paulo, 5 de janeiro de 1967) é um cientista político, professor e político brasileiro filiado ao Partido Novo (NOVO). Foi candidato a vice-presidente do Brasil na eleição de 2018, pelo NOVO, na chapa de João Amoêdo. É também um dos fundadores do partido.

## Biografia
Neto paterno de alemães e materno de armênios, sendo o seu pai um engenheiro químico e sua mãe uma ilustradora e aquarelista, é mestre e doutor em Ciência Política pela Universidade de São Paulo (USP), foi bolsista CAPES entre 1992 e 1994, e bolsista da Fundação Konrad Adenauer na Universidade de Bonn, Alemanha, entre 1994 e 1997 e bolsista CNPq entre 1994 e 1999. 
É professor de Relações Internacionais desde 1998. Foi gerente de Relações Internacionais da Federação das Indústrias do Estado de São Paulo (FIESP), entre 2002 e 2005. Foi presidente executivo da CitrusBR. Ministrou disciplinas em cursos de Relações Internacionais e Comércio Exterior na Universidade Mackenzie e lecionou pós-graduação lato sensu em Negociações Internacionais do programa Santiago Dantas (UNESP/ PUC/Unicamp).

## Posicionamentos
Defende o Fundo de Garantia do Tempo de Serviço (FGTS) como opcional ao trabalhador. Em debate dos assessores econômicos na Universidade de Brasília (UnB), defendeu que a redução do custo do capital virá com o incentivo ao investimento. "Isso tem que ocorrer através do aumento do investimento com foco na livre iniciativa". Para aumentar a produtividade, defende "agregar valor adicionado à hora do trabalhador" com melhora da educação e treinamento. "É ter mais ciência e mais valor com remuneração melhor e educação melhor. E investimento em tecnologia", disse, ao defender que haja abertura da economia do Brasil.
Defende reforma que estabelecesse o fim do fundo partidário, a volta do financiamento de campanha por pessoas jurídicas com limites de contribuição estabelecidos com critérios transparentes e disponíveis a todos. Segundo Lohbauer, o sistema eleitoral deveria ser o distrital misto sem complexidade, e fidelidade partidária no mandato.

## Publicações
- Lohbauer, Christian; Abrahão, Larissa P.: “O suco de laranja brasileiro e o caso Carbendazim nos Estados Unidos: quando ambos os lados saem perdendo”, in Dantas, Adriana (Org.): “Os desafios regulatórios que afetam o agronegócio exportador: casos práticos e lições de como enfrentá-los”, São Paulo, Editora Singular, 2014, pp. 81-94[1]
- Lohbauer, Christian: “Brasil e Alemanha: seis décadas de intensa parceria econômica”, in J. Themoteo, Reinaldo (Coord.): “Relações Brasil – Alemanha: Cadernos Adenauer”, Rio de Janeiro, 2013, pp. 29-42[1]
- Lohbauer, Christian: “New and old challenges of the trade agreement between the European Union and Mercosur”, in Apex Brasil, the Brazilian Trade and Investment Promotion Agency (Coord.): “Mercosur: European Union Dialogue”, 2013[1]
- Lohbauer, Christian (Coord.): “Acesso a Mercados para Bens Não-Agrícolas”, in “O Brasil e os Grandes Temas do Comércio Internacional”, Thorstensen, Vera; Jank, Marcos (Editores), Ed. Aduaneiras, 2005[1]